# Kosmos 2076
Kosmos 2076, sovjetski satelit sustava upozorenja o raketnom napadu iz programa Kosmos. Vrste je Oko (US-K; Oko br. 6045).
Lansiran je 28. travnja 1990. godine u 11:37 s kozmodroma Pljesecka, s mjesta 16/2. Lansiran je u visoku orbitu oko planeta Zemlje raketom nosačem Molnija-M 8K78M Blok 2BL. Orbita mu je 591 km u perigeju i 39.767 km u apogeju. Orbitna inklinacija mu je 63,06°. Spacetrackov kataloški broj je 20596. COSPARova oznaka je 1990-040A. Zemlju obilazi u 717,86 minuta. Bio je mase 1900 kg.
Blok 2BL ostao je kružiti u visokoj orbiti, a tri druga dijela vratila su se iz niske orbite u atmosferu.

## Vanjske poveznice
- N2YO.com Search Satellite Database (engl.)
- Celes Trak SATCAT Format Documentation (engl.)